# Subaugusta

Subaugusta is een metrostation in het stadsdeel municipio VII van de Italiaanse hoofdstad Rome. Het station werd geopend op 19 februari 1980 en wordt bediend door lijn A van de metro van Rome. De naam verwijst naar de Via Subaugusta zoals de Viale Palmiro Togliatti tot 1977 heette. Op zijn beurt verwijst de vroegere straatnaam naar het bisdom dat in de 5e eeuw iets noordelijker rond Centocelle lag.

## Ligging en inrichting
Het station is volgens het standaardontwerp van lijn A voor stations buiten de binnenstad gebouwd onder de Piazza di Cinecittà. De ingangen liggen aan de noordwest kant van het plein aan weerszijden van de Via Tuscolana, waarbij de noordelijke toegang behalve trappen ook een lift heeft. Bovengronds is er een busstation op het plein en ook het gemeentehuis van Municipio VII is hier te vinden.